# 挖頷高原鰍
挖頷高原鰍（學名：Triplophysa scapanognatha）為輻鰭魚綱鯉形目條鰍科高原鰍屬的其中一種。分布於亞洲中國青海省柴達木盆地淡水流域，體長可達9.1公分，棲息在河川底層水域，生活習性不明。

## 扩展阅读
維基物種上的相關：挖頷高原鰍